# Масерија (Болцано)
Масерија је насеље у Италији у округу Болцано, региону Трентино-Јужни Тирол.
Према процени из 2011. у насељу је живело 171 становника. Насеље се налази на надморској висини од 1364 м.